# زیردریایی یو-۵۵۳
زیردریایی یو-۵۵۳ (به انگلیسی: German submarine U-553) یک زیردریایی بود که طول آن ۶۷٫۱ متر (۲۲۰ فوت ۲ اینچ) بود. این زیردریایی در سال ۱۹۴۰ ساخته شد.